# Тамакі (Міє)

Тама́кі (яп. 玉城町, たまきちょう, МФА: [tamakʲi̥ t͡ɕoː]?) — містечко в Японії, в повіті Ватарай префектури Міє. Розташоване в східній частині префектури. Отримало статус містечка 1955 року. Площа становить 40,94 км². Станом на 1 серпня 2011 року населення складало 15 284  осіб, густота населення — 373 осіб/км².   